# Ostreococcus
Ostreococcus é um género de algas verdes cocóides, pertencente à classe Prasinophyceae. Foi descoberto em 1994 na lagoa de Thau, em França, por Courties, e desde então tem sido encontrado em muitas regiões oceânicas. É o eucariota de vida livre de menores dimensões, possuindo um tamanho médio de 0,8 µm. A sequência do seu genoma foi publicada em 2006.
O genoma está distribuido por 18 cromossomas, cada um com 120 a 1500 mil pares de bases.